# Шульц, Марвин
Марвин Шульц (нем. Marvin Schulz; род. 15 января 1995 года, Мюльхайм-ан-дер-Рур, Северный Рейн-Вестфалия) — немецкий футболист, полузащитник клуба «Хольштайн».

## Клубная карьера
С восьми лет играл за команды различных возрастов «Боруссии» из Мёнхенгладбаха. С сезона 2014/15 стал привлекаться к тренировкам с основной командой.
15 августа 2015 года дебютировал в Бундеслиге, в поединке «мёнхенгладбахцев» против дортмундской «Боруссии», выйдя на поле в основном составе. За сезон 2015/16 провёл в основном составе восемь поединков, в которых отметился одной голевой передачей.